# デビッド・プラット
デイヴィッド・アンドリュー・プラット（David Andrew Platt, 1966年6月10日 - ）は、イングランド・グレーター・マンチェスター州チャダートン出身の元サッカー選手、現サッカー指導者。イングランド代表では1993年から1996年にかけてキャプテンを務め、得点力の高いオフェンシブハーフとして活躍した。キャリア初期はFW。

## クラブ経歴
マンチェスター・Uのユースチームで育つが、当時トップチームの監督であったロン・アトキンソンがトップでプレーするレベルにないと判断したため、4部のクルーに放出される。FWとしてクルーで得点を量産し、1988年に当時2部のアストン・ヴィラFCへとステップアップ移籍を果たした。チームは1シーズンで1部に昇格、1989-90シーズンには、19得点を挙げ、PFA年間最優秀選手賞とPFA年間ベストイレブンに選出され、代表チームからも召集を受けるようになった。
1991-92シーズン、セリエAのASバーリに移籍、チームはこのシーズン、ズボニミール・ボバン、ロベルト・ヤルニも獲得したが、最終的に15位と振るわなかった。個人としては、29試合11ゴールを挙げる活躍により、1992-93シーズンからはユヴェントスFCに移籍するも、外国人枠の問題で出場は限られた。またチームはUEFAカップ優勝を果たすが、決勝では2戦とも起用されなかった。
1993-94シーズンからはUCサンプドリアに移籍、ロベルト・マンチーニ、ルート・フリットのツートップの後方でプレーすると、真価を発揮しチームを牽引。2シーズンでリーグ戦55試合17ゴールを挙げる活躍をした。1993-94シーズンのリーグ戦では、開幕のナポリ戦でいきなり移籍後初得点を決めた。優勝は逃したが、ACミランと終盤まで優勝争いを繰り広げ、リーグ3位に入った。コッパ・イタリアでは準決勝パルマとの第1戦でバイシクルシュートで得点を決めるなどの活躍で決勝進出に貢献、決勝でアンコーナを破って優勝した。このシーズンの公式戦では39試合で11得点、翌1994-95シーズンの公式戦通算では33試合で10得点を決めた。
その後、アーセナルFCに移籍、エマニュエル・プティの加入後、先発出場は限られたが、1997-98シーズンにはプレミアリーグ優勝とFAカップの2冠獲得に貢献した。翌シーズンはノッティンガム・フォレストFCに移籍、選手兼監督としてプレーしたが、怪我のため、ほとんどプレーできないまま引退した。

## 代表経歴
1989年11月15日のイタリアとの親善試合で代表デビューを果たした。1990 FIFAワールドカップ決勝トーナメント1回戦のベルギー戦では、延長後半終了直前にFKからのロングボールを振り向きざまにボレーシュートで決め、準々決勝のカメルーン戦でも1得点、3位決定戦のイタリア戦でも1得点と、大会合計3得点を決めた。
1992年のユーロでもレギュラーとして3試合でプレー、グループリーグ最終節のスウェーデンとの対戦で1得点を決めたが、チームはグループリーグを勝ち上がれなかった。1994年のワールドカップ予選では、1993年2月17に対戦してサンマリノ戦で4ゴールを決めるなど、予選通算7得点を決めたが、本大会への出場を逃した。1996年のユーロでは4試合に出場した。

## 指導者
2010-11シーズンより、ロベルト・マンチーニ率いるマンチェスター・シティFCのコーチングスタッフとして入閣。2012-13シーズンからはアシスタントコーチを務めたが、マンチーニ解任後の2013年5月14日に自身もエティハド・スタジアムを去った。2015年5月27日、ISLに所属するFCプネー・シティの監督に就任することが発表された。

## 個人成績

### クラブでの成績
| クラブ       | クラブ           | クラブ                     | リーグ | リーグ | カップ           | カップ           | リーグカップ | リーグカップ | 協会 | 協会 | 合計 | 合計 |
| シーズン     | クラブ           | リーグ                     | 出場   | 得点   | 出場             | 得点             | 出場         | 得点         | 出場 | 得点 | 出場 | 得点 |
| イングランド | イングランド     | イングランド               | リーグ | リーグ | FAカップ         | FAカップ         | リーグカップ | リーグカップ | UEFA | UEFA | 合計 | 合計 |
| ------------ | ---------------- | -------------------------- | ------ | ------ | ---------------- | ---------------- | ------------ | ------------ | ---- | ---- | ---- | ---- |
| 1984–85      | クルー           | フォース・ディヴィジョン   | 22     | 5      |                  |                  |              |              |      |      |      |      |
| 1985–86      | クルー           | フォース・ディヴィジョン   | 43     | 9      |                  |                  |              |              |      |      |      |      |
| 1986–87      | クルー           | フォース・ディヴィジョン   | 43     | 22     |                  |                  |              |              |      |      |      |      |
| 1987–88      | クルー           | フォース・ディヴィジョン   | 26     | 19     |                  |                  |              |              |      |      |      |      |
| 1987–88      | アストン・ヴィラ | セカンド・ディヴィジョン   | 11     | 5      | 0                | 0                | 0            | 0            | -    | -    | 11   | 5    |
| 1988–89      | アストン・ヴィラ | ファースト・ディヴィジョン | 38     | 7      | 2                | 1                | 5            | 6            | -    | -    | 45   | 14   |
| 1989–90      | アストン・ヴィラ | ファースト・ディヴィジョン | 37     | 19     | 5                | 1                | 4            | 1            | -    | -    | 46   | 21   |
| 1990–91      | アストン・ヴィラ | ファースト・ディヴィジョン | 35     | 19     | 2                | 0                | 5            | 3            | 4    | 2    | 46   | 24   |
| イタリア     | イタリア         | イタリア                   | リーグ | リーグ | コッパ・イタリア | コッパ・イタリア | リーグカップ | リーグカップ | UEFA | UEFA | 合計 | 合計 |
| 1991–92      | バーリ           | セリエA                    | 29     | 11     |                  |                  |              |              |      |      |      |      |
| 1992–93      | ユヴェントス     | セリエA                    | 16     | 3      |                  |                  |              |              |      |      |      |      |
| 1993–94      | サンプドリア     | セリエA                    | 29     | 9      |                  |                  |              |              |      |      |      |      |
| 1994–95      | サンプドリア     | セリエA                    | 26     | 8      |                  |                  |              |              |      |      |      |      |
| イングランド | イングランド     | イングランド               | リーグ | リーグ | FAカップ         | FAカップ         | リーグカップ | リーグカップ | UEFA | UEFA | 合計 | 合計 |
| 1995–96      | アーセナル       | プレミアリーグ             | 29     | 6      | 1                | 0                | 2            | 0            | –    | –    | 32   | 6    |
| 1996–97      | アーセナル       | プレミアリーグ             | 28     | 4      | 1                | 0                | 3            | 1            | 2    | 0    | 34   | 5    |
| 1997–98      | アーセナル       | プレミアリーグ             | 31     | 3      | 4                | 0                | 4            | 1            | 2    | 0    | 41   | 4    |
| 1999–00      | ノッティンガム   | ファースト・ディヴィジョン | 3      | 0      | 0                | 0                | 0            | 0            | –    | –    | 3    | 0    |
| 2000–01      | ノッティンガム   | ファースト・ディヴィジョン | 2      | 1      | 0                | 0                | 2            | 0            | –    | –    | 4    | 1    |
| 合計         | イングランド     | イングランド               | 348    | 119    |                  |                  |              |              |      |      |      |      |
| 合計         | イタリア         | イタリア                   | 100    | 31     |                  |                  |              |              |      |      |      |      |
| 通算         | 通算             | 通算                       | 448    | 150    |                  |                  |              |              |      |      |      |      |

### 代表での成績
出典
| イングランド代表 | 国際Aマッチ | 国際Aマッチ |
| 年               | 出場        | 得点        |
| ---------------- | ----------- | ----------- |
| 1989             | 2           | 0           |
| 1990             | 12          | 4           |
| 1991             | 11          | 3           |
| 1992             | 10          | 5           |
| 1993             | 10          | 8           |
| 1994             | 5           | 4           |
| 1995             | 5           | 2           |
| 1996             | 7           | 1           |
| 通算             | 62          | 27          |

## タイトル
クルー
- ミルクカップ : 1987

ユヴェントス
- UEFAカップ : 1992-93

サンプドリア
- コッパ・イタリア : 1993-94

アーセナル
- プレミアリーグ : 1997-98
- FAカップ : 1997-98